# 永持源次
永持 源次（ながもち げんじ、1884年（明治17年）7月23日 - 1978年（昭和53年）8月18日）は、明治後期から昭和前期の陸軍軍人、実業家。陸軍砲工学校長。最終階級は陸軍中将。

## 経歴
東京府出身。旧幕臣・永持明徳砲兵中佐の二男として生まれる。
1896年（明治29年）に高等師範学校附属小学校（現・筑波大学附属小学校）、1901年（明治34年）に高等師範学校附属中学校（現・筑波大学附属中学校・高等学校）を卒業。
東京陸軍地方幼年学校、中央幼年学校を経て、1903年（明治36年）11月、陸軍士官学校（15期）を卒業。翌年2月、砲兵少尉に任官し東京湾要塞砲兵連隊付となる。1904年（明治37年）5月、徒歩砲兵独立大隊付として日露戦争に出征。陸軍要塞砲兵射撃学校教官、重砲兵第2連隊付などを経て、1909年（明治42年）11月、陸軍砲工学校高等科（15期）を優等で卒業した。
1910年（明治43年）7月から1913年（大正2年）10月までフランスに駐在。同年10月、東京砲兵工廠に配属され、陸軍重砲兵射撃学校教官に転じ、1918年（大正7年）7月、砲兵少佐に昇進。1922年（大正11年）8月、陸軍野戦砲兵学校教官に就任し、1923年（大正12年）8月、砲兵中佐に進級し陸軍造兵廠員となる。1925年（大正14年）5月、陸軍省兵器局課員に異動し、兵器局銃砲課長に転じ、1926年（大正15年）7月、砲兵大佐に昇進。
1928年（昭和3年）8月、陸軍技術本部フランス駐在官に就任し、横須賀重砲兵連隊長を経て、1931年（昭和6年）8月、陸軍少将に進級し砲工学校砲兵科長に就任。1932年（昭和7年）4月、砲兵監部付となり、造兵廠大阪工廠長に転じ、さらに砲工学校長に就任。1935年（昭和10年）8月、陸軍中将に進んだ。1936年（昭和11年）8月、造兵廠長官に就任し、1938年（昭和13年）12月、待命となり、同月、予備役に編入された。その後、日本製鐵常務、日本特殊鋼管社長、全国軍人恩給連合会長を務めた。
1947年（昭和22年）11月28日、公職追放仮指定を受けた。

## 栄典
位階
- 1904年（明治37年）5月17日 - 正八位[7]
- 1905年（明治38年）8月18日 - 従七位[8]
- 1910年（明治43年）9月30日 - 正七位[9]
- 1915年（大正4年）10月30日 - 従六位[10]
- 1920年（大正9年）11月30日 - 正六位[11]
- 1935年（昭和10年）9月2日 - 従四位[12]
- 1939年（昭和14年）1月26日 - 正四位[13]

外国勲章佩用允許
- 1918年（大正7年）3月28日 - ノルウェー王国：聖オーラヴ第三等甲級勲章[14]
- 1923年（大正12年）6月7日 - イタリア王国：サンモーリスエラザル勲章オフィシエ[15]

## 親族
- 妻 永持恒 芳賀栄次郎軍医総監の娘[1]
- 長男 永持忠明（陸軍少佐）[1]
- 娘婿 川上清康（陸軍中佐）[1]

## 著作
著書
- 『九十四年の人生』1979年。

訳書
- エム・ドニイー著『工具ノ使用法』東京砲兵工廠、1914年。